# Peștera Topolnița
Peștera Topolnița, situată în județul Mehedinți, este a cincea peștera ca dezvoltare din România , măsurând 20.500 metri. Este situată în apropierea schitului cu același nume; se află în partea centrală a podișului Mehedinți, între localitățile Marga și Cireșu, la 30 km distanță de Drobeta Turnu-Severin.